# Catriel Soto
Catriel Andrés Soto (nascido em 29 de abril de 1987) é um ciclista argentino. Especializado em ciclismo de montanha, Soto competiu nos Jogos Pan-Americanos de 2015.